# U–52-es tengeralattjáró-osztály
Az U–52-es osztály az első világháború idején a Császári és Királyi Haditengerészet által tervbe vett négytagú tengeralattjáró-osztály volt. A tervek a haditengerészet tervpályázatára a Stabilimento Tecnico Triestino (STT) által benyújtott 6 javaslaton alapultak. Az STT, a háború alatt Austriawerft név alatt, az első két hajó megépítését 1916-ban kezdte meg, de egyiket sem bocsátották vízre, vagy fejezték be a háború vége előtt. Mindkét félkész tengeralattjárót a háború után szétbontották. A harmadik és negyedik tengeralattjárónak a hajógerince sem került lefektetésre.

## Tervezés
Amikor kitört az első világháború, a Osztrák–Magyar Monarchia tengeralattjáró flottája nagyrészt elavult volt, és a háború első két évében a Császári és Királyi Haditengerészet az Adriai-tenger helyi védelmére épített tengeralattjáró flottát erősítette meg. Ezen szükségletek építés alatt álló vagy Németországtól vásárolt hajókkal való kielégítése után az Adrián kívüli, szélesebb Földközi-tengeri műveletekre alkalmas tengeralattjárók építésére fókuszált.
Ennek érdekében, a Császári és Királyi Haditengerészet az új tengeralattjáróra kiírt tervpályázat győzteséül a Stabilimento Tecnico Triestino (STT) A 6 tervét választotta. A terv egy 849 t (936 amerikai tonna) felszíni és 1200 t (1300 amerikai tonna) alámerülési vízkiszorítású hajót irányzott elő. A hajók 249 láb 3 hüvelyk (75,97 m) hosszúak lettek volna, 22 láb 10 hüvelyk (6,96 m) szélességgel és 11 láb 6 hüvelyk (3,51 m) merüléssel. A meghajtás tekintetében a tervben szereplő két hajócsavart egy 2,400 lóerős (1,800 kW) iker dízelmotor hajtotta, 15,75 csomó (29,17 km/óra; 18,12 mérföld/óra) maximális felszíni sebességgel, míg alámerült állapotban egy 1480 lóerős (1100 kW) iker villanymotor 9 csomó (16,7 km/óra; 10,4 mérföld/óra) maximális utazósebességgel. Az U–52-es osztályú hajók 40 fős legénységre voltak tervezve.
Az U–52 terve hat 45 cm (17,7 in) cm (17,7  hüvelyk) kaliberű torpedóvető csövet tartalmazott — négyet az orrban, kettőt a farban —, és kilenc torpedót. Az eredeti terv két 10 cm/35-ös (3,9 hüvelyk) fedélzeti ágyúval számolt, melyeket a harmadik és negyedik hajó terveiben két 12 cm/35-ös, (4,7 hüvelyk) fedélzeti ágyúra cseréltek.

## Építés
1916-ra az Austriawerft – az STT új, „hazafiasabb” háború alatti neve – elkezdte az osztály első két hajójának, az U–52-nek és az U–53-nak az építését. Bár az Austriawerft központja Triesztben maradt, a források nem jelölik pontosan, hol fektették le a két U–52 tengeralattjáró gerincét. Az 1916-ban építés alatt álló hat tengeralattjáró egyharmadát jelentő első két hajót 1917 decemberében követte az U–54 és U–55 megrendelése.
A hajók építését jelentősen lassította a képzett hajógyári munkások és az építőanyag hiánya. Ennek következtében az első két hajó egyikét sem bocsátották vízre, el sem készültek, és a hajópár megrendelését is visszavonták, mielőtt a hajógerinceket lefektették volna. Az U–52 25%-ban volt kész a háború vége előtt, míg az U–53 csak 10%-ban. 1919-ben mindkét hajót szétbontották.

## Fordítás
Ez a szócikk részben vagy egészben  az   U-52-class submarine című angol Wikipédia-szócikk ezen változatának fordításán alapul.  Az eredeti cikk szerkesztőit annak laptörténete sorolja fel. Ez a jelzés csupán a megfogalmazás eredetét és a szerzői jogokat jelzi, nem szolgál a cikkben szereplő információk forrásmegjelöléseként.